# Aranyonet
Arañonet (oficialmente y en catalán: Aranyonet) es una entidad de población española del municipio de Gombreny, perteneciente a la provincia de Gerona, en la comunidad autónoma de Cataluña.

## Toponimia
El nombre del lugar puede encontrarse mencionado con las grafías Arañonet y Aranyonet.

## Historia
A mediados del siglo XIX, el lugar, por entonces con ayuntamiento propio, tenía contabilizada una población de 42 habitantes. Aparece descrito en el segundo volumen del Diccionario geográfico-estadístico-histórico de España y sus posesiones de Ultramar de Pascual Madoz de la siguiente manera:

ARAÑONET: l. con ayunt. de la prov. de Gerona (13 leg.), adm. de rent. de Olot (2 1/2), part. jud. de Rivas (3), aud. terr. y c. g. de Barcelona (14), abadiato de Ripoll, vere nullius dioc.: sit. en la cumbre de un cerro de dificil acceso, formando lo principal de la pobl., la figura de una olla, y batido libremente por todos los vientos escepto el del S., del que está resguardado por unos altos peñascos; disfruta de saludable clima: compónese de 9 casas y una igl. parr. servida por un cura, cuya vacante se provee por oposicion en concurso; confina el térm. por N. con el de Gombrén á 1/4 de hora, por E. con el de Puigbó á 1/2 cuarto, por S. con el de San Jaime de Frontañá á 1/4, y por O. con el de la Pobla de Lillét á igual dist.: el terreno es de mediana calidad y de secano; se hallan en cultivo 10 cuarteras de tierra de primera clase, 19 de segunda y 21 de tercera: el resto está cubierto de bosque poblado de árboles y malezas: prod.: trigo, algo de maiz, legumbres, espelta, avena, patatas, yerbas de pasto, alguna madera de construccion y en abundancia para combustible: pobl.: 9 vec.: 42 alm.: cap. prod.: 560,800 reales; Imp. 14,020.
(Madoz, 1845, pp. 448-449)

En 2023 la entidad singular de población de Arañonet, perteneciente al municipio de Gombreny, tenía empadronados 10 habitantes.